# Amathia convoluta
Amathia convoluta är en mossdjursart som först beskrevs av Jean-Baptiste Lamarck 1816.  Amathia convoluta ingår i släktet Amathia och familjen Vesiculariidae.
Artens utbredningsområde är Mexikanska golfen. Inga underarter finns listade i Catalogue of Life.